# Arthrose de hanche
L'arthrose de hanche ou coxarthrose est une maladie fréquente, consistant en une lésion de l'articulation de la hanche, cartilage et os, d'origine mécanique.

## Généralités
L'arthrose touche habituellement une ou deux articulations importantes, habituellement « portantes » au niveau des membres inférieurs, genou(x), hanche(s).
La cause de la coxarthrose primitive est inconnue. Certaines formes, dites secondaires, sont liées à des malformations congénitales de hanche (luxation congénitale, coxa plana).
La coxarthrose apparaît comme un processus de « contraintes excessives et d'usure ». Elle est notamment aggravée par les problèmes de surpoids. L'atteinte est très fréquente puisque le risque d'être atteint avant l'âge de 85 ans avoisine les 25 %.

## Symptômes
- Douleur typiquement « mécanique » (survenant à la mobilisation de l'articulation)
- Boiterie
- Raideur

## Diagnostic
Il repose sur la radiographie de la hanche :
- densification de l'os sous-chondral,
- pincement de l'interligne articulaire,
- ostéophytose (prolifération osseuse exubérante),
- géodes.

## Traitement
D'abord médical :
- antalgiques,
- anti-inflammatoires,
- perte de poids,

puis chirurgical :

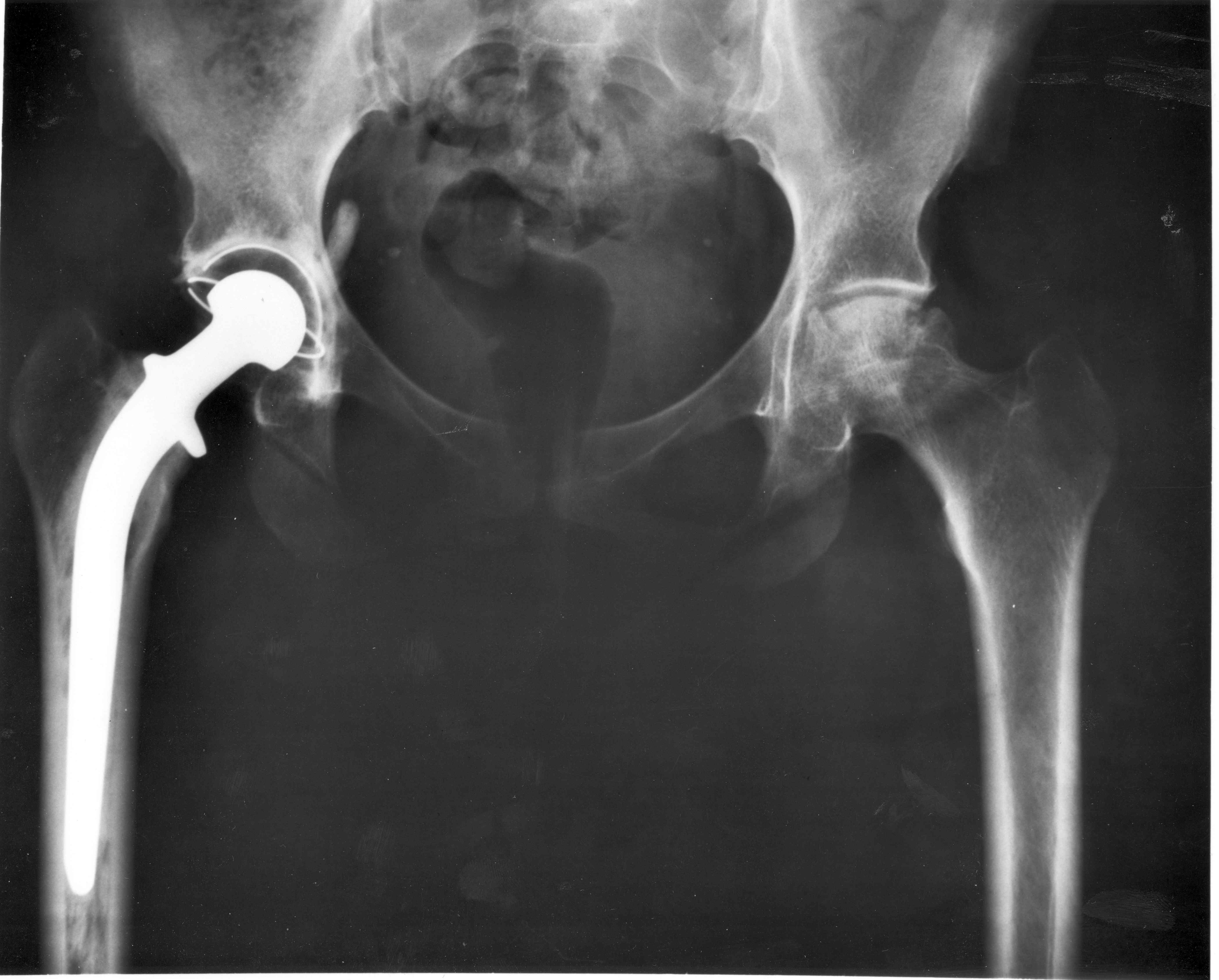
Prothèse métallique de la hanche droite et coxarthrose de la hanche gauche

- interventions de réaxation (ostéotomies) chez le sujet jeune,
- arthroplastie de hanche ou « prothèse totale de hanche » qui consiste à remplacer l'extrémité supérieure du fémur par une prothèse métallique et à insérer au niveau du cotyle (partie de l'articulation située sur l'os du bassin), une cupule scellée ou vissée. L'articulation entre les deux pièces fait appel à des dérivés plastiques ou à de la céramique.